# 科维尔
科维尔（法語：Cauville，法語發音：[kovil] ⓘ）是法国卡尔瓦多斯省的一个市镇，属于卡昂区。

## 地理
科维尔（48°56'50"N, 0°34'22"W）面积5.76 平方千米，位于法国诺曼底大区卡爾瓦多斯省，该省份为法国西北部沿海省份，北濒大西洋英吉利海峡，东北与滨海塞纳省以海上边界相接，东临厄尔省，南至奧恩省，西与芒什省接壤。
与科维尔接壤的市镇（或旧市镇、城区）包括：屈莱勒帕特里、圣朗贝尔、蒂里阿库尔勒奥姆、莱蒙多奈、诺曼底地区孔代。

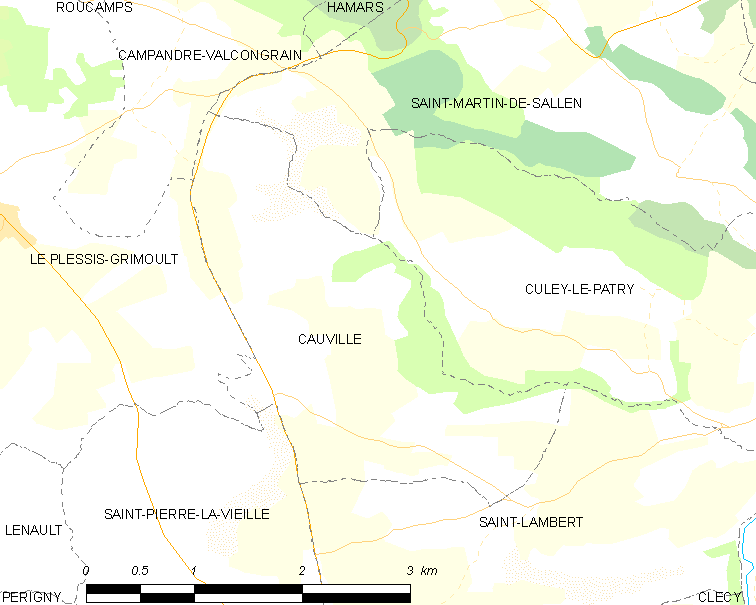
科维尔的OSM定位图

科维尔的时区为UTC+01:00、UTC+02:00（夏令时）。

## 行政
科维尔的邮政编码为14770，INSEE市镇编码为14146。

## 政治
科维尔所属的省级选区为勒奥姆县。

## 人口

1962-2008年间科维尔人口变化图示

科维尔于2022年1月1日时的人口数量为170人。